# Wenzel Jaksch
Wenzel Jaksch (Horní Stropnice (Dlouhá Stropnice), 1896. szeptember 25. – Wiesbaden, 1966. november 27.) szudétanémet szociáldemokrata politikus Csehszlovákiában, Angliában majd Nyugat-Németországban.

## Élete
Fiatalkorában otthagyta az iskolát és bécsi építkezéseken dolgozott. 1910-ben kőművesnek tanult ki és bekapcsolódott a munkásmozgalmakba.
Az első világháborúban súlyosan megsebesült. A csehszlovák államfordulat után a Volkszeitung, majd a Sozialdemokrat szerkesztője lett. 1924-ben bekerült a Német Szociáldemokrata Munkáspárt (DSAP) vezetésébe. 1929-1938 között a párt képviselője a prágai nemzetgyűlésben.
1935-ben választási vereségük után a német aktivista politika megújítását szorgalmazta és a neoaktivizmus vezére lett. Ellentétbe került a pártelnökkel Ludwig Czechel, akinek passzivitását élesen bírálta. 1938-ban pártelnökké választották. A müncheni egyezmény után 1939-ben emigrált. Előbb Lengyelországban, majd a világháború kitörése után Angliában tevékenykedett és a londoni Beneš-kormány háború utáni kitelepítési terveit próbálta megakadályozni, sikertelenül. 
A második világháborút követően Nyugat-Németországba települt át. 1950-1953 között Hessen tartomány kitelepítettek és menekültek hivatalát vezette. 1953-tól a Bundestag tagja. 1961-től a Sudetendeutsche Landsmannschaft Bundesverband alelnöke, 1964-től az Elűzöttek Szövetségének (Bund der Vertriebenen) elnöke volt. Egyéb egyesületekben és alapítványokban (Deutsche Stiftung für Europäische Friedensfragen) is aktívan tevékenykedett.
Autóbalesetben hunyt el.

## Elismerései és emlékezete
- A Német Szövetségi Köztársaság nagykeresztje csillaggal
- Tiszteletplakett (Elűzöttek Szövetsége)
- Emléklap (Sudetendeutsche Landsmannschaft)
- Rudolf Lodgman plakett
- Wenzel Jaksch-díj (Seliger-Gemeinde)
- Több településen (Bad Vilbel, Griesheim, Nauheim, Wiesbaden) utca van róla elnevezve

## Művei
- 1936 Volk und Arbeiter. Deutschlands europäische Sendung
- 1939 Was kommt nach Hitler? In: Jitka Vondrová: Češi a sudetoněmecká otázka
- 1943 Can industrial peoples be transferred? - The future of the Sudeten population, Executive of the Sudeten Social Democratic Party (Herausg.). London
- 1944 Mass transfer of minorities, Aufsatz. In: Socialist commentary. London
- 1945 Sudeten labour and the Sudeten problem - a report to international labour, Herausg.: Executive of the Sudeten German Social Democracy Party. London
- 1948 Wir heischen Gehör - ein wichtiges historisches Dokument für die Wiedergutmachung der völkerrechtswidrigen Ausweisungen; Petition an die Vereinten Nationen / von Wenzel Jaksch. München. Verl. "Das Volk"
- 1949 Sozialdemokratie und Sudetenproblem. Frankfurt a. M./Höchst
- 1950 Der Dolchstoß gegen den Frieden - Untertitel: Richters neue Legende. SPD-Faltblatt, Bonn
- 1957 Heimatrecht. Anspruch und Wirklichkeit. Verlag der Altherrenschaft bündischer Studentenverbände, Erlangen (tsz. Erich von Hoffmann)
- 1958/1990 Europas Weg nach Potsdam. München. ISBN 3-7844-2304-3
- 1959 Der 4. März 1919 und das Elend der deutschen Geschichtsschreibung. Verlag des Münchner Buchgewerbehauses. München
- 1965 Deutsche Ostpolitik - ein Experiment in Sachlichkeit. In: Die Neue Gesellschaft Nr. 12/1965, 800-802.
- 1966 Gedanken zur Ostpolitik, Verlag „Die Brücke“, Hg.: Seliger-Gemeinde

### Magyarul
- A szudétanémet kérdés a második világháborúban. Edvard Beneš és Wenzel Jaksch levelezése, 1939–1943; ford., sajtó alá rend. Kasza Péter; JATEPress, Szeged 2000 (Documenta historica)